# Krasnogorskoe (Territorio dell'Altaj)
Krasnogorskoe (in russo Красногорское?) è un villaggio del settore meridionale della Siberia Occidentale situato nel Territorio dell'Altaj,  in Russia. È il centro amministrativo del distretto Krasnogorskij.
La località si trova 233 km a sud-est della capitale Barnaul. La stazione ferroviaria più vicina, Bijsk, dista 110 km.